# Can Sales i Vidal
Can Sales i Vidal és un habitatge plurifamiliar de Vilanova i la Geltrú (Garraf) protegit com a bé cultural d'interès local.

## Descripció
És un edifici entre mitgeres de planta rectangular. L'edifici es divideix en planta baixa, dos pisos i un terrat, del que sobresurt una torratxa. La façana principal dona a la plaça i és de composició simètrica. A la planta baixa presenta la porta d'accés, allindanada, i dues obertures rectangulars. Al primer pis hi ha tres balcons rectangulars amb barana de ferro i al segon també tres balcons, el del mig amb volada. L'edifici és coronat per una petita cornisa i una barana de balustres. La façana lateral presenta les mateixes característiques.
Utilitza l'esgrafiat com a element decoratiu, imitant encoixinats a la planta baixa i amb els escuts de Vilanova i Barcelona als pisos, a banda de motius florals i sanefes.

## Història
Fou construïda a finals del segle xix on abans hi havia hagut l'església del convent dels Caputxins. Va estar relacionada, pel que fa a la propietat, amb l'antiga Quadra i masia de "El Pilar", documentada al segle xiv.
L'any 1945, el director regional adjunt del Banc Hispano-Americà va sol·licitar permís per construir un soterrani i modificar la planta baixa de l'habitatge, a fi d'instal·lar-hi una oficina. El projecte d'aquesta reforma va ser realitzat per l'arquitecte Francesc Berenguer i Bellvehí.